# Débora Medina
Débora Paola Medina Pineda (23 de febrero de 1994, San Juan de Colón, Táchira, Venezuela) es una modelo y reina de belleza venezolana representante del Estado Trujillo en el Miss Venezuela 2014 donde fue semifinalista. Además de ostentar el título de Miss Grand Venezuela 2016.
Actualmente, está radicada en Ecuador.

## Biografía y Trayectoria
Débora es una joven modelo oriunda de Colón, en el estado andino de Táchira estudiante de Comercio Internacional. En el año 2011, a la edad de 17 años, Débora Medina participó en el casting de la Chica Liderfot junto a otras 131 jóvenes, intentando convertirse en modelo e imagen de las campañas publicitarias del año 2012 de este grupo empresarial. El casting fue la primera experiencia conocida de Débora Paola en el mundo del modelaje, y el mismo se extendió hasta el año 2012. Medina no logró ser seleccionada en el casting, sin embargo, logró que su figura apareciera en los poster de la campaña publicitaria de Liderfot. Posteriormente, en mayo de 2013, Débora Medina participó junto a 31 aspirantes a misses en el certamen del Miss Táchira 2013, casting regional en el que se buscaban las cinco participantes al Reality del Miss Venezuela de ese año, "Todo por la Corona".
En mayo de 2013, fue la seleccionada en el certamen regional Miss Táchira como una de las aspirantes representantes de su estado al Miss Venezuela. Es así, como ingresa al reality show de belleza Miss Venezuela, Todo por la corona, donde competía con otras 49 precandidatas al certamen nacional. En el mismo, las aspirantes eran sometidas a pruebas de pasarela, baile, crossfit, oratoria, entre otras. Sin embargo, Medina fue eliminada en el octavo episodio de aquel reality, para posteriormente ser rescatada por el presidente de la Organización Miss Venezuela, Osmel Sousa. No obstante, finalmente no alcanzó a estar dentro de las candidatas oficiales para la gala final.
Una vez culminada su participación en el Miss Venezuela 2013, comienza una carrera en el modelaje profesional para la agencia de modelaje internacional Bookings IMA Venezuela, en la que participa en diversas campañas como la de la marca de trajes de baño Kukui Venezuela y la marca Polar Ice en la campaña del Mundial de Futbol Brasil 2014.
El 9 de agosto de 2014, fue seleccionada por Osmel Sousa, presidente de la Organización Miss Venezuela, entre un grupo de 123 aspirantes, para participar en el Miss Venezuela 2014, junto a otras 23 candidatas, en lo que fue el primer episodio del programa La Magia de Ser Miss, preludio del certamen de belleza venezolano de este año. Posteriormente, recibe la banda del estado Trujillo en aquel certamen.

## Miss Venezuela 2014
Débora representó al estado Trujillo en la 62.ª edición del Miss Venezuela que se llevó a cabo el 9 de octubre en el Estudio 1 de Venevisión donde compitió con otras 24 candidatas representantes de diversos estados y regiones de Venezuela. En dicho certamen obtuvo la banda especial de "Miss Tecnología", durante un evento preliminar llamado "Gala Interactiva"; al final de la velada quedó posicionada dentro del grupo de diez semifinalistas, resultando ganadora de aquel evento Mariana Jiménez (Miss Guárico).

## Miss Grand Internacional 2016
En agosto de 2016, Débora fue coronada como Miss Grand Venezuela 2016 y como parte de sus responsabilidades, Medina tuvo la oportunidad de representar Venezuela en la cuarta edición del certamen Miss Grand Internacional que se desarrolló en la ciudad de Las Vegas, Estados Unidos. En tal evento, compite con otras 80 candidatas de diversos países y territorios autónomos por el título que ostenta la australiana, Claire Parker. Tal competencia se desarrolló desde el 8 de octubre al 25 de octubre, en la gala final se posicionó en el grupo de las 20 semifinalistas.

## Cronología
| Predecesor: Alexandra Guerrero | Miss Trujillo 2014        | Sucesor: Jessica Duarte |
| Predecesor: Reina Rojas        | Miss Grand Venezuela 2016 | Sucesor: Tulia Alemán   |